# Giambattista Nolli
Giambattista Nolli (eller Giovanni Battista, født 9. april 1701, død 1. juli 1756) var en italiensk arkitekt og landmåler.
Han blev født i Como, men flyttede til Rom pga. de forbindelser han havde til de patricisiske familier Albani og Corsini. Han er bedst kendt for at have lavet et kort over Roms byplan, som opnåede ikonografisk status, og nu bedst kendes som Nolli kortet. Han påbegyndte arbejdet på kortet, Pianta Grande di Roma, 1736 og i 1748 kunne han offentliggøre det.
Kortet blev oprindeligt fremstillet på bestilling af pave Benedikt XIV, som skulle bruge det i en opmåling, som skulle være udgangspunkt for afgrænsningen af byens distrikter (rioni). . Originaludgaven består af 12 indgraverede kobberplader, der tilsammen måler 176x208 cm, og var den hidtil mest præcise beskrivelse af Rom, og skabt på et tidspunkt, hvor pavernes nyomlægning af byen var ved at være fuldbragt.
Detaljer på kortet var udført med en hidtil uhørt præcision, fx helt ned til asymmetrien på Den Spanske Trappe, og kortet blev brugt helt frem til 1970’erne i byplanlægningen i Rom.  Kortet er omkranset med af billeder skabt af Stefano Pozzi, og en nedskaleret udgave også 1748 blev indgraveret af Giovanni Battista Piranesi.
Som arkitekt arbejde Nolli med restaureringen af kirkerne San Dorotea i Trastevere (1751–1756) og Sant'Alessio på Aventinl (1743).